# Michael Owen Jackels
Michael Owen Jackels (Rapid City, 13 aprile 1954) è un arcivescovo cattolico statunitense, dal 4 aprile 2023 arcivescovo emerito di Dubuque.

## Biografia
Michael Owen Jackels è nato a Rapid City il 13 aprile 1954. Essendo il padre un militare dell'Aeronautica militare, la famiglia negli anni ha vissuto in Wyoming, Spagna, California e infine in Nebraska, dove Michael ha completato gli studi secondari. Da giovane ha abbandonato il cristianesimo a favore del buddismo, ma è tornato alla pratica cattolica dopo aver letto una Bibbia donatagli da un collega di lavoro protestante nella cucina di un country club.

### Formazione e ministero sacerdotale
Nel 1972 si è diplomato in una scuola superiore di Bellevue. Dal 1972 al 1974 ha studiato ingegneria presso l'Università del Nebraska-Lincoln. Nel 1974 è entrato in seminario. Nel 1977 ha conseguito il Bachelor of Arts in filosofia presso il seminario minore "San Pio X" di Erlanger e nel 1981 il Master of Arts in teologia con specializzazione in Sacra Scrittura presso il Mount Saint Mary's Seminary di Emmitsburg.
Il 31 maggio 1980 è stato ordinato diacono. Il 30 maggio 1981 è stato ordinato presbitero per la diocesi di Lincoln da monsignor Glennon Patrick Flavin. In seguito è stato vicario parrocchiale della parrocchia della cattedrale di Cristo Risorto a Lincoln dal 1981 al 1982 e vicario parrocchiale della parrocchia di San Tommaso d'Aquino-Centro Newman, la parrocchia del campus dell'Università del Nebraska-Lincoln, direttore assistente dell'ufficio vocazionale, insegnante di religione alla Saint Pius X High School a Lincoln e direttore diocesano della pastorale per gli ispanici dal 1982 al 1985. Nel 1985 è stato inviato a Roma per studi. Nel 1989 ha conseguito il dottorato in teologia spirituale presso la Pontificia università "San Tommaso d'Aquino". In seguito è stato direttore dell'educazione cattolica e maestro delle cerimonie dal 1989 al 1997; cappellano della School Sisters of Christ the King dal 1992 al 1997; co-vicario per la vita religiosa dal 1994 al 1997 e officiale della Congregazione per la dottrina della fede dal 1997 al 2005. Nel 1994 è stato nominato prelato d'onore di Sua Santità.

### Ministero episcopale
Il 28 gennaio 2005 papa Giovanni Paolo II lo ha nominato vescovo di Wichita. Ha ricevuto l'ordinazione episcopale il 4 aprile successivo nella chiesa della Maddalena a Wichita dall'arcivescovo metropolita di Kansas City Joseph Fred Naumann, co-consacranti il vescovo di Lincoln Fabian Wendelin Bruskewitz e quello di Phoenix Thomas James Olmsted.
Il vescovo Jackels si è unito agli altri tre vescovi del Kansas nell'approvare una lettera pastorale in cui hanno affermato di opporsi alla ricerca sulle cellule staminali embrionali. Si è anche dichiarato contrario al matrimonio tra persone dello stesso sesso, all'aborto e alla pena di morte. Sul quotidiano diocesano Advance si è detto a favore di quelle che considera più giuste leggi sull'immigrazione. Nell'incontro della Conferenza episcopale del giugno 2006 a Los Angeles ha votato per approvare modifiche al messale per rendere la traduzione inglese più simile al latino dell'editio typica.
In aree al di fuori della dottrina, è attivo nella promozione dell'educazione cattolica e ha contribuito a istituire il Fondo Drexel che raccoglie donazioni per aiutare le scuole cattoliche in difficoltà finanziarie all'interno della diocesi. È stato molto attivo nella promozione delle vocazioni e la diocesi di Wichita è arrivata a contare 48 seminaristi, uno dei più alti numeri di seminaristi pro-capite negli Stati Uniti.
Nel marzo del 2012 ha compiuto la visita ad limina.
L'8 aprile 2013 papa Francesco lo ha nominato arcivescovo metropolita di Dubuque. Ha preso possesso dell'arcidiocesi il 30 maggio successivo con una cerimonia nella chiesa della Natività a Dubuque alla presenza del nunzio apostolico Carlo Maria Viganò.
In seno alla Conferenza dei vescovo cattolici degli Stati Uniti è membro del sottocomitato per il catechismo.
Il 4 aprile 2023 lo stesso pontefice ha accolto la sua rinuncia, presentata per motivi di salute, al governo pastorale dell'arcidiocesi di Dubuque.
Oltre all'inglese, conosce l'italiano e lo spagnolo.

## Genealogia episcopale e successione apostolica
La genealogia episcopale è:
- Cardinale Scipione Rebiba
- Cardinale Giulio Antonio Santori
- Cardinale Girolamo Bernerio, O.P.
- Arcivescovo Galeazzo Sanvitale
- Cardinale Ludovico Ludovisi
- Cardinale Luigi Caetani
- Cardinale Ulderico Carpegna
- Cardinale Paluzzo Paluzzi Altieri degli Albertoni
- Papa Benedetto XIII
- Papa Benedetto XIV
- Papa Clemente XIII
- Cardinale Enrico Benedetto Stuart
- Papa Leone XII
- Cardinale Chiarissimo Falconieri Mellini
- Cardinale Camillo Di Pietro
- Cardinale Mieczysław Halka Ledóchowski
- Cardinale Jan Maurycy Paweł Puzyna de Kosielsko
- Arcivescovo Józef Bilczewski
- Arcivescovo Bolesław Twardowski
- Arcivescovo Eugeniusz Baziak
- Papa Giovanni Paolo II
- Cardinale Justin Francis Rigali
- Arcivescovo Joseph Fred Naumann
- Arcivescovo Michael Owen Jackels

La successione apostolica è:
- Arcivescovo Thomas Robert Zinkula (2017)
- Vescovo William Michael Joensen (2019)